# Phoebemima teteia
Phoebemima teteia är en skalbaggsart som först beskrevs av Maria Helena M. Galileo och Martins 1996.  Phoebemima teteia ingår i släktet Phoebemima och familjen långhorningar. Inga underarter finns listade i Catalogue of Life.